# خورشیدگرفتگی ۱۹ مارس ۲۰۰۷
خورشیدگرفتگی ۱۹ مارس ۲۰۰۷ (به انگلیسی: Solar eclipse of March 19, 2007) یک خورشیدگرفتگی از نوع خورشیدگرفتگی جزئی است. این خورشیدگرفتگی در تاریخ ۱۹ مارس ۲۰۰۷ میلادی (‎۲۸ اسفند ۱۳۸۵ خورشیدی) روی داد که زمان اوج آن، ساعت ۲:۳۲:۵۷ به‌وقت ساعت هماهنگ جهانی بوده‌است.